# Bernard FitzPatrick
Pour les articles homonymes, voir Fitzpatrick.
Bernard Edward Barnaby FitzPatrick (29 juillet 1848 - 29 mai 1937) est un soldat anglo-irlandais et député conservateur.

## Biographie

### Carrière
Castletown est le fils de John FitzPatrick (1er baron Castletown), et de sa femme Augusta Mary Douglas, et fait ses études au Collège d'Eton et au Brasenose College, Oxford .
Il est nommé haut shérif du comté de Queen's en 1876. Il sert dans les Life Guards et combat en Égypte en 1882. Il siège en tant que député de Portarlington de 1880 à 1883, date à laquelle il succède à son père dans la baronnie et entre à la Chambre des lords. Il sert comme lieutenant-colonel à la tête du 4e (Milice) Battalion of the Leinster Regiment (Queen's County Militia) à partir d'octobre 1899, et est le premier à les équiper de cornemuses irlandaises . En février 1900, il part pour l'Afrique du Sud où il est affecté au service spécial pendant la seconde guerre des Boers. En reconnaissance des services rendus pendant la guerre, il est nommé Compagnon de l'Ordre de Saint-Michel et Saint-Georges (CMG) dans la liste des distinctions honorifiques sud-africaines publiée le 26 juin 1902.
Au début de 1902, il participe à une mission diplomatique spéciale pour promouvoir les intérêts britanniques au Maroc .
Avec Theodore Roosevelt et Douglas Hyde et d'autres, il est élu vice-président honoraire de l'Irish Literary Society of New York en 1903 . En 1905, il propose un plan de travail du sol sur le modèle de l'ancien système clanique irlandais . Castletown est plus tard chancelier de l'Université royale d'Irlande entre 1906 et 1910.

### Vol des joyaux de la couronne irlandaise

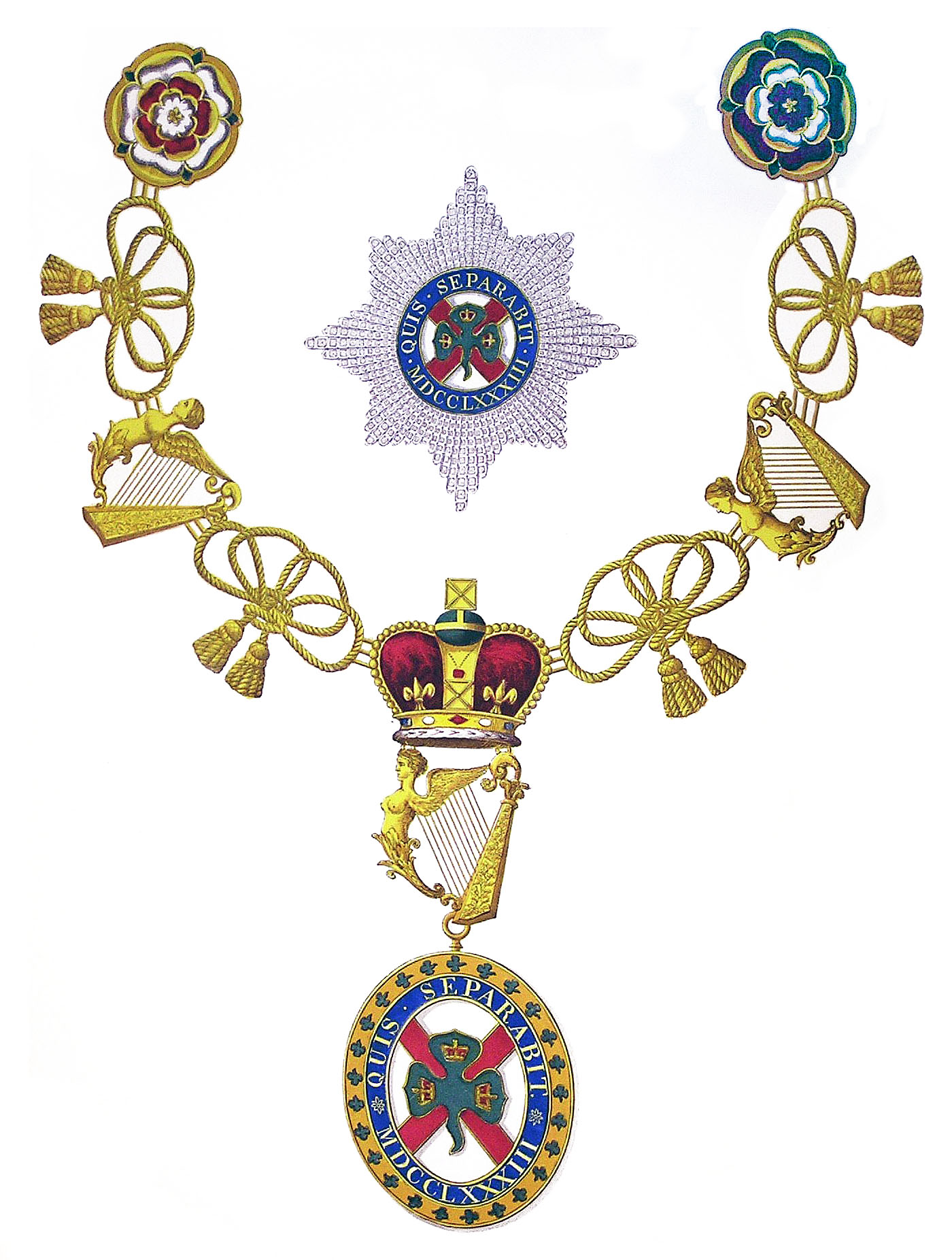
Insigne d'un chevalier de St Patrick

Les joyaux de la couronne irlandaise disparaissent le 6 juillet 1907, quatre jours avant le début d'une visite à l'Exposition internationale irlandaise du roi Édouard VII et de la reine Alexandra, au cours de laquelle est prévue l'investiture de Bernard FitzPatrick, 2e baron de Castletown dans l'Ordre. Le vol aurait provoqué la colère du roi, mais la visite s'est poursuivie . Cependant, la cérémonie d'investiture est annulée. Les colliers de cinq Chevaliers Membres de l'Ordre sont également volés. L'année suivante, en 1908, il est fait chevalier de l'Ordre de Saint-Patrick et admis au Conseil privé d'Irlande. Sa bannière est toujours accrochée au St. Patrick's Hall du château de Dublin .

### Famille

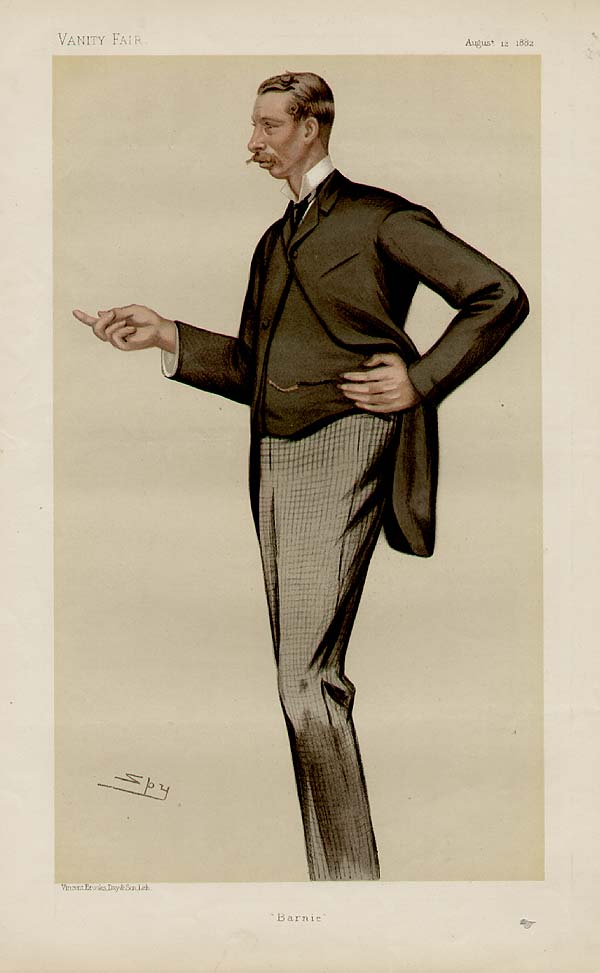
caricature de Leslie Ward du 2e Lord Castletown à Vanity Fair.

Lord Castletown épouse Emily Ursula Clare St Leger, fille du 4e vicomte Doneraile, en 1874. Le mariage reste sans enfant. Lady Castletown rejoint son mari en Afrique du Sud au début des années 1900, lorsqu'il y est affecté pendant la seconde guerre des Boers.
Il est décédé le 29 mai 1937 à Granston Manor, à l'âge de 87 ans, et la baronnie s'éteint.
Castletown s'intéresse particulièrement au patrimoine celtique et figure parmi les fondateurs de la Celtic Association, une organisation soucieuse de la préservation des langues, de la littérature, de la musique, des vêtements et des coutumes des peuples celtes. En 1900, la Celtic Association est créée à Dublin avec Castletown comme président et Edmund Edward Fournier d'Albe comme secrétaire. L'Association celtique est principalement connue pour les trois congrès panceltiques qu'elle organisé : le premier à Dublin en 1901, le second à Caernarfon en 1904 et le dernier à Édimbourg en 1907 . Le premier Congrès e été prévu pour 1900, mais est reporté lorsque Castletown est appelé au service de la guerre des Boers. L'Association n'était pas sans détracteurs, en partie parce que de nombreux Irlandais sympathisaient avec les Boers.
Composé à l'origine de représentants d'Irlande, d'Écosse, du Pays de Galles, de Bretagne et de l'île de Man ; la Cornouailles est ajoutée en 1904.